# 任天堂博物館
任天堂博物館（日语：ニンテンドーミュージアム）是一座位於日本京都府宇治市小倉町建立的資料館，該博物館由任天堂成立，其館舍於2024年3月底前完成，於同年10月2日正式開幕。該資料館將展示任天堂過去發表的各種產品及資料。

## 概要
2021年6月，為了啟動任天堂總部週邊地區的再規畫案，任天堂宣佈將改造建於1969年的原宇治小倉工廠廳舍，預定在2023年度（2024年3月）完成建造一個名為「任天堂資料館」的設施。其中宇治小倉工廠過去曾主要生產撲克牌和花札，並作為修理遊戲機的服務中心運營。在2023年9月14日播出的任天堂直面会中，任天堂正式公佈了該博物館的開放時間和博物館的正式名稱。執行董事高桥伸也表示，博物館將展示「公司歷史上的各種任天堂產品」。
2024年8月20日，任天堂公佈了官方網站，並公告博物館採抽選制。館舍的門票將以隨機抽籤方式出售，參觀者屆時可預先申請參觀日期抽取門票，確認抽中後再支付門票費用。若因門票取消或其他因素，博物館可能會開放額外票券，並在官網上提前公告這些票券可供購買的參觀日期。

## 設施
該博物館的第1展覽館共分為兩層，其中的二樓展示了任天堂迄今推出的眾多產品。並提供詳細的解說。一樓則設有八個互動體驗區域，參觀者可以使用入場券中包含的硬幣在這些區域中游玩遊戲。並設有花札體驗工作坊以嘗試製作花札。
此外，博物館設有一座咖啡廳，顧客可以從超過27萬種組合中選擇訂製原創漢堡。還有特別飲品和配菜。商品店則販賣包含任天堂遊戲世界、角色主題的官方商品及博物館獨家的商品。該兩個設施僅限持有門票者使用。

## 外部連結
- （日語）任天堂博物館官方網站
- （日語）Nintendo Direct - 任天堂 （页面存档备份，存于）